# Chems-Eddine Boudjema
Pour les articles homonymes, voir Boudjema.
Chems-Eddine Boudjema, né le 16 janvier 2001, est un rameur d'aviron algérien.

## Carrière
Chems-Eddine Boudjema obtient la médaille d'or en deux de couple poids légers seniors avec Sid Ali Boudina aux Championnats d'Afrique d'aviron 2022 à El-Alamein ; il est également lors de ces Championnats médaillé d'argent en skiff poids légers des moins de 23 ans ainsi qu'en deux de couple poids légers des moins de 23 ans.
Aux Championnats d'Afrique d'aviron 2023 à Tunis, il est médaillé d'argent en deux de couple seniors avec Mohammed Aymen Fatah, médaillé de bronze en deux de couple poids légers seniors avec Boucif Belhadj Mohamed et médaillé d'argent en skiff poids légers des moins de 23 ans.
Il est médaillé de bronze en deux de couple poids légers aux Championnats d'Afrique d'aviron 2024 à El-Alamein.